# Hardinghausen (Bottrop)
Hardinghausen ist ein Stadtteil des Bottroper Stadtbezirks Kirchhellen in Nordrhein-Westfalen.

## Lage
Hardinghausen ist einer der nördlichsten Stadtteile von Bottrop. Er grenzt im Westen an Hünxe und im Norden an Schermbeck (beide Kreis Wesel), im Nordosten an Ekel, im Osten an Overhagen und im Süden an Kirchhellen-Mitte und Holthausen – alle Bottroper Stadtteile im Stadtbezirk Kirchhellen.
Am östlichen Ortsrand verläuft die A 31, durch den Ort verlaufen die Landesstraßen L 104 und die L 623. Südwestlich des Ortes liegt der Flugplatz Dinslaken/Schwarze Heide.

## Naturschutzgebiete
Unweit südwestlich, westlich, nordwestlich und nördlich erstrecken sich diese Naturschutzgebiete (NSG):
- das etwa 17,3 ha große NSG Feuchtbiotopkomplex Dinslakener Straße (BOT-010)
- das etwa 97,5 ha große NSG Torfvenn, Rehrbach (BOT) (BOT-006),
- das etwa 26,8 ha große NSG Abgrabungsgewässer am Zieroth (BOT-009),
- auf dem Gebiet der Stadt Dorsten im  Kreis Recklinghausen  das etwa 78,1 ha große NSG Postwegmoore (RE-008) und
- das etwa 39,4 ha große NSG Postwegmoore und Rütterberg-Nord (BOT-002).[1]